# Abell 3742

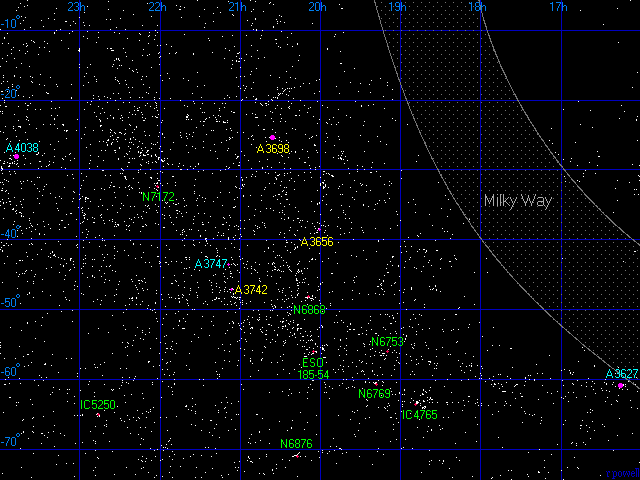
L'ammasso Abell 3742 nel Superammasso Pavo-Indo

Abell 3742 è un ammasso di galassie situato prospetticamente nella costellazione dell'Indiano alla distanza di 209 milioni di anni luce dalla Terra. È inserito nell'omonimo catalogo compilato da George Abell nel 1958. È del tipo II-III secondo la Classificazione di Bautz-Morgan.
Insieme ad altri ammassi (Abell 3627, Abell 3656 e Abell 3698) e svariati gruppi di galassie va a costituire il Superammasso Pavo-Indo.
La galassia più luminosa è l'ellittica NGC 7014. Inoltre nell'ammasso è presente la radiosorgente MRC 2104-471.